# Star Walkin’
Star Walkin’ (League of Legends Worlds Anthem) ist ein Lied des US-amerikanischen Rappers und Sängers Lil Nas X. Es erschien am 22. September 2022.

## Hintergrund
Es wurde von Lil Nas X, Atia Boggs sowie den beiden Lied-Produzenten Cirkut und Omer Fedi geschrieben und am 22. September 2022 als Single über Columbia Records veröffentlicht. Das Lied war Hymne der League of Legends World Championship 2022 und erreichte die Top 10 der Charts in neun Ländern.
Der Text des Liedes handelt von der Verfolgung der eigenen Träume, mit aller Entschlossenheit nach den Sternen zu greifen und entgegen aller Widerstände seine Ziele nicht aufzugeben. Es gibt eine Version von dem Lied, indem einige Wörter wie "Nigga" oder "Condom" zensiert wurden, um sich für LoL besser zu eignen.
Das Musikvideo zu Star Walkin’ unter der Regie von Wesley Louis wurde zeitgleich mit der Veröffentlichung der Single veröffentlicht. Das wie ein Anime gestaltete Video zeigt eine Reihe von League-of-Legends-Charakteren in verschiedenen Spielsituationen auf dem Weg zur World Championship 2022 in San Francisco. Lil Nas X eröffnete das Finale mit einem Live-Auftritt.

## Kommerzieller Erfolg

### Chartplatzierungen
| ChartsChartplatzierungen       | Höchstplatzierung | Wochen |
| ------------------------------ | ----------------- | ------ |
| Deutschland (GfK)              | 25 (31 Wo.)       | 31     |
| Österreich (Ö3)                | 26 (28 Wo.)       | 28     |
| Schweiz (IFPI)                 | 25 (29 Wo.)       | 29     |
| Vereinigte Staaten (Billboard) | 32 (18 Wo.)       | 18     |
| Vereinigtes Königreich (OCC)   | 40 (9 Wo.)        | 9      |

| ChartsJahrescharts (2023) | Platzierung |
| ------------------------- | ----------- |
| Deutschland (GfK)         | 97          |

### Auszeichnungen für Musikverkäufe
| Land/Region                  | Auszeichnungen für Musikverkäufe (Land/Region, Auszeichnung, Verkäufe) | Verkäufe  |
| ---------------------------- | ---------------------------------------------------------------------- | --------- |
| Australien (ARIA)            | Platin                                                                 | 70.000    |
| Belgien (BRMA)               | Gold                                                                   | 20.000    |
| Dänemark (IFPI)              | Gold                                                                   | 45.000    |
| Deutschland (BVMI)           | Gold                                                                   | 200.000   |
| Frankreich (SNEP)            | Diamant                                                                | 333.333   |
| Italien (FIMI)               | Platin                                                                 | 100.000   |
| Kanada (MC)                  | Gold                                                                   | 40.000    |
| Österreich (IFPI)            | Gold                                                                   | 15.000    |
| Polen (ZPAV)                 | Platin                                                                 | 50.000    |
| Portugal (AFP)               | Gold                                                                   | 5.000     |
| Schweiz (IFPI)               | Gold                                                                   | 10.000    |
| Spanien (Promusicae)         | Gold                                                                   | 30.000    |
| Ungarn (MAHASZ)              | Platin                                                                 | 4.000     |
| Vereinigte Staaten (RIAA)    | Platin                                                                 | 1.000.000 |
| Vereinigtes Königreich (BPI) | Silber                                                                 | 200.000   |
| Insgesamt                    | 1× Silber · 8× Gold · 5× Platin · 1× Diamant ·                         | 2.122.333 |

Hauptartikel: Lil Nas X/Auszeichnungen für Musikverkäufe